# Jerrika Hinton
Jerrika Hinton (Dallas, 21 settembre 1981) è un'attrice statunitense.

## Biografia
Nata a Dallas, prende parte a numerosissime serie televisive di successo come Gossip Girl nel 2009, nel 2008 Ghost Whisperer, nel 2011 Bones. Nel 2012 entra nel cast della nona stagione fra i protagonisti di Grey's Anatomy con il ruolo della dottoressa Stephanie Edwards.

## Filmografia

### Cinema
- Foreign Soil, regia di Uma Soogoor (2005)
- Rain, regia di Craig DiBona (2006)
- Broken Angel, regia di Aclan Bates (2008)
- The Roommate - Il terrore ti dorme accanto (The Roommate), regia di Christian E. Christiansen (2011)
- The Strangely Normal, regia di Rob Greenlea – cortometraggio (2012)
- Teacher of the Year, regia di Jason Strouse (2014)
- Just Another Dance with My Father, regia di Jerrika Hinton – cortometraggio (2015)
- Odious, regia di Robert Sparks (2017)

### Televisione
- Una mamma per amica (Gilmore Girls) – serie TV, episodio 6x20 (2006)
- Tutti odiano Chris (Everybody Hates Chris) – serie TV, episodio 2x01 (2006)
- Zoey 101 – serie TV, episodio 3x19 (2007)
- Eight Days a Week – film TV (2007)
- Ghost Whisperer - Presenze (Ghost Whisperer) – serie TV, episodio 4x10 (2008)
- Gossip Girl – serie TV, episodio 2x24 (2009)
- Lie to Me – serie TV, episodio 2x17 (2010)
- Better with You – serie TV, episodio 1x01 (2010)
- Terriers - Cani sciolti (Terriers) – serie TV, episodio 1x07 (2010)
- Mad Love – serie TV, episodio 1x01 (2011)
- Bones – serie TV, episodio 6x18 (2011)
- Consequences – serie TV, episodio 1x07 (2011)
- A Christmas Kiss - Un Natale al bacio (A Christmas Kiss), regia di John Stimpson – film TV (2011)
- Scandal – serie TV, episodio 1x03 (2012)
- The Book Club – serie TV, episodi 1x05-1x06 (2012)
- Grey's Anatomy – serie TV, 112 episodi (2012-2017)
- Send Me: An Original Web Series – webserie, webisodi 1x02-1x06 (2016)
- Flip the Script – miniserie TV, puntata 1x03 (2017)
- Doxxed, regia di Elaine Loh – cortometraggio TV (2018)
- Un Natale maestoso (A Majestic Christmas), regia di Pat Kiely – film TV (2018)
- Here and Now - Una famiglia americana (Here and Now) – serie TV, 10 episodi (2018)
- Doxxed – webserie, webisodi 1x01-1x03-1x04 (2019)
- Servant – serie TV, 5 episodi (2019-2021)
- Hunters – serie TV, 18 episodi (2020-2023)

## Doppiatrici italiane
Nelle versioni in italiano dei suoi lavori, Jerrika Hinton è stata doppiata da:
- Letizia Scifoni in A Christmas Kiss - Un Natale al bacio, Grey's Anatomy, Hunters
- Benedetta Degli Innocenti in Here and Now - Una famiglia americana